# 藤春都
藤春 都（ふじはる みやこ、女性）は、日本の小説家（オンライン作家、ライトノベル作家）。北海道出身。旧ペンネームは藤村 脩（ふじむら しゅう）。
個人サイトでのオンライン小説執筆・公開を経て、2005年にリーフ出版・ZIGZAG NOVELSランキングにエントリーした「黒き河を往け」で2006年に同レーベルよりデビューするも、2007年4月にリーフ出版が倒産。その後「ブリティッシュ・ミステリアス・ミュージアム」で第2回ノベルジャパン大賞（ホビージャパン主催）において佳作を受賞。この際に現在のペンネームへ改名し、同作を改題した「ミスティック・ミュージアム」でHJ文庫より再デビューする。
2011年より、アスキー・メディアワークスのWebサイト・ASCII.jpに寄稿していた

。
2015年から2016年にかけてComico（Webサイト）に信長スマホライフ（Comico、全78話）を連載していた。

## 作風
黒き河を往け (ZIGZAG NOVELS) のオンライン小説はファンタジー世界を舞台とする作品であるのに対し、商業出版されたものは19世紀のロンドンを舞台を下敷きにしたものになっている。
あとがきに参考文献や取材先を載せることがある。

## 作品一覧

### 小説
オンラインのみで公開された作品は除く。
- 黒き河を往け（ZIGZAG NOVELS、単巻）
- ミスティック・ミュージアム（HJ文庫、全3巻）
- 空想/のべりずむ（HJ文庫、単巻）
- 瑠璃色の刃と朱色の絆（HJ文庫、単巻）
- 天帝学院の侵奪魔術師（HJ文庫、全2巻）
- 竜騎士の飛槍烈戦（一迅社文庫、全3巻）
- 真夜中の本屋戦争（ホワイトブックス）
- 文字魔法×印刷技術で起こす異世界革命（HJ文庫）
- ガラクタ王子と覇竜の玉座（ブレイブ文庫）
- 日本一の高校生魔術師、異世界奴隷少女をもらう（HJ文庫、全2巻）
- 厨娘公主の美食外交録（一二三文庫）
- お狐准教授の妖しい推理（一二三文庫）

### 漫画原作
- 平安悪女は陰陽師・安倍晴明の弟子になって生き延びます（HykeComic）※ウェブコミック